# Robert Volkmann
Pour les articles homonymes, voir Volkmann.
Friedrich Robert Volkmann, né le 6 avril 1815 à Lommatzsch bei Meißen et mort le 29 octobre 1883 à Pest, est un compositeur allemand.

## Biographie
Robert Volkmann est né à Lommatzsch, en royaume de Saxe. Son père, directeur musical d'une église, s'occupe de son éducation musicale pour qu'il devienne son successeur. Robert Volkmann apprend donc à jouer de l'orgue et du piano avec son père, étudie le violon et le violoncelle avec Friebel, et à l'âge de 12 ans, il joue la partie de violoncelle des quatuors à cordes de Haydn, Mozart et Beethoven. En 1832, il entre au Gymnasium de Fribourg dans le but de devenir professeur. Il y étudie la musique avec August Ferdinand Anacker, qui l'encourage à se dévouer à la musique plus profondément. De là, il part pour Leipzig en 1836 pour étudier avec Carl Ferdinand Becker. À Leipzig, il rencontre Robert Schumann, qui l'encourage dans ses études. Ils se voient encore de nombreuses fois par la suite.
Quand il finit ses études, il commence à travailler comme professeur de chant dans une école de musique à Prague. Il n'y reste pas longtemps, et en 1841, il se rend à Budapest, où il est employé comme professeur de piano et comme journaliste par l'Allgemeine Wiener Musik-Zeitung. Il compose dans une relative obscurité jusqu'en 1852, quand son trio pour piano en si bémol parvient aux oreilles de Franz Liszt et Hans von Bülow, qui le joua plusieurs fois dans plusieurs villes d'Europe. En 1854, Volkmann part à Vienne, pour ne retourner à Budapest qu'en 1858.
Grâce à l'éditeur Gustav Heckenast, qui en 1857 acheta les droits de publier toutes les œuvres de Volkmann en échange d'un revenu régulier indépendant des ventes, Volkmann put se consacrer pleinement à la composition, jusqu'à ce que Heckenast ferme sa maison d'édition de Budapest au début des années 1870.
Alors qu'il visite Vienne en 1864, Volkmann rencontre Johannes Brahms, et ils deviennent de très bons amis. Dans leurs lettres, ils s'adressent l'un à l'autre en s'appelant « lieber Freund » (« cher ami »).
À partir des années 1870, Volkmann ralentit sa production et compose très peu. De 1875 jusqu'à sa mort, il est professeur d'harmonie et de contrepoint à l'Académie nationale de musique de Budapest, où Liszt était directeur. Volkmann meurt à Budapest le 30 octobre 1883.

## Compositions

### Piano

#### Piano solo
- Six Fantasy Pictures, Op. 1
- Dithyrambe et Toccata, Op. 4
- Souvenir de Maróth, Op. 6
- Nocturne, Op. 8
- Sonate pour piano en do mineur, Op. 12
- Buch der Lieder, Op. 17
- Deutsche Tanzweisen, Op. 18
- Cavatine, Op. 19/1
- Barcarole, Op. 19/2
- Ungarische Lieder, Op. 20
- Visegrád, 12 musikalische Dichtungen (12 poèmes musicaux), Op. 21
  1. Der Schwur
  2. Waffentanz
  3. Beim Bankett (Au banquet)
  4. Minne (Amour)
  5. Blumenstück
  6. Brautlied (Chant de mariage)
  7. Die Wahrsagerin
  8. Pastorale
  9. Das Lied can Helden (La chanson des héros)
  10. Der Page (Le page)
  11. Soliman
  12. Am Salomonsthurm - Elegie
- 4 Marches, Op. 22
- Wanderskizzen, Op. 23
- Fantasia, Op. 25a
- Intermezzo, Op. 25b
- Variations sur un thème de Handel, Op. 26
- Lieder der Grossmutter, Op. 27
- 3 Improvisations, Op. 36
- Au tombeau du Comte Széchenyi – Fantaisie, Op. 41
- Ballade, Op. 51/1
- Scherzetto, Op. 51/2
- Variationes Humoris Causa
- Variations on the Rheinweinlied
- Capricietto

#### Piano, quatre mains
- Ungarische Skizzen pour piano, quatre mains, Op. 24
- Lieder der Großmutter pour piano, quatre mains, Op. 27

#### 2 pianos
- In der Mühle, Op. 11/1
- Der Postillon, Op. 11/2
- Die Russen kommen, Op. 11/3
- Auf dem See, Op. 11/4
- Der Kuckuck und der Weihnachtsmann, Op. 11/5
- Der Schäfer, Op. 11/6
- 7 ungarische Skizzen (7 scènes hongroises)
  1. Zum Empfange
  2. Das Fischermädchen
  3. Ernster Gang
  4. Junges Blut
  5. In der Kapelle
  6. Ritterstück
  7. Unter der Linde
- Die Tageszeiten, Op. 39
- 3 Marches, Op. 40
- Rondino and March Caprice, Op. 55
- Sonatine pour 2 pianos, Op. 57

### Musique de chambre

#### Violon et piano
- Romance en mi majeur pour violon et piano, Op. 7
- Chant du Troubadour, Op. 10
- Allegretto capriccioso pour violon et piano, Op. 15
- Rhapsodie pour violon et piano, Op. 31
- Sonatine no 1 pour violon et piano, Op. 60
- Sonatine no 2 pour violon et piano, Op. 61

#### Violoncelle et piano
- Capriccio pour violoncelle et piano, Op. 74

#### Trios pour piano
- Trio pour piano no 1 en fa majeur, Op. 3
- Trio pour piano n° en si bémol mineur, Op. 5

#### Quatuors à cordes
- Quatuor à cordes no 1 en la mineur, Op. 9
- Quatuor à cordes no 2 en sol mineur, Op. 14
- Quatuor à cordes no 3 en sol majeur, Op. 34
- Quatuor à cordes no 4 en mi mineur, Op. 35
- Quatuor à cordes no 5 en fa mineur, Op. 37
- Quatuor à cordes no 6 en mi bémol majeur, Op. 43

#### Autres
- Trio pour alto, violoncelle et piano, Op. 76
- Andante mit Variationen pour trois violoncelles
- Romanza pour trompette, cor et euphonium

### Orchestre

#### Symphonies
- Symphonie no 1 en ré mineur, Op. 44
- Symphonie no 2 en si bémol majeur, Op. 53

#### Piano et orchestre
- Konzerstück pour piano et orchestre, Op. 42

#### Violoncelle et orchestre
- Concerto pour violoncelle en la mineur, Op. 33

#### Alto et orchestre
- An die Nacht, Fantasiestück pour alto et orchestre, Op. 45

#### Autres
- Fest-Ouvertüre pour orchestre, Op. 50
- Sérénade no 1 en do pour orchestre à cordes, Op. 62
- Sérénade no 2 en fa, Op. 63
- Richard III, Ouverture pour orchestre, Op. 68
- Sérénade no 3 en ré pour orchestre à cordes, Op. 69
- Ouverture en do majeur pour orchestre
- Ouverture pour orchestre

### Musique chorale
- Messe no 1 en ré majeur, Op. 28
- Messe no 2 en la bémol majeur, Op. 29
- 6 Lieder, Op. 30
- Offertorium: Osanna domino Deo, Op. 47
- 3 Lieder, Op. 48
- 2 Lieder, Op. 58
- Weihnachtslied, Op. 59
- Altdeutscher Hymnus, Op. 64
- Kirchenarie, Op. 65
- 2 Lieder, Op. 70
- 3 Hochzeitslieder, Op. 71
- 2 pièces, Op. 75
- Ich Halte Ihr Die Augen Zu
- Abendlied

### Lieder
- 5 Lieder, Op. 2
- 3 Gedichte, Op. 13
- 3 Lieder, Op. 16
- 3 Lieder, Op. 32
- 3 Lieder, Op. 38
- Lieder, Op. 36
- Sappho, Op. 49
- 3 Lieder, Op. 52
- Vom Hirtenknaben, Op. 56/1
- Erinnerung, Op. 56/2
- 3 Lieder, Op. 66
- 6 Duos, Op. 67
- 3 Lider, Op. 72
- An die Nacht